# Gothic (альбом)
Gothic (с англ. — «Готика») — второй студийный альбом британской дэт-дум-метал группы Paradise Lost, выпущенный 19 марта 1991 года на лейбле Peaceville Records. Диск стал классическим образцом дум-метала, а также положил, по мнению некоторых критиков, начало новому музыкальному направлению — готик-металу.

## История создания
Как впоследствии вспоминали Грег Макинтош и Ник Холмс, во времена создания Gothic Paradise Lost выступали вместе с дэт-метал и грайндкор-группами наподобие Carcass и Napalm Death, и от коллектива ожидали исполнения подобной музыки — очень быстрой и громкой, тогда как сами музыканты стремились создать иное звучание — их композиции должны были быть чрезвычайно медленными. Все участники группы в то время были поклонниками дум-метала и таких команд, как Celtic Frost, а Ник Холмс оказался очарован звучанием дебютного альбома легендарных готик-рокеров Sisters of Mercy — First and Last and Always. Сочетание этих влияний и определило окончательную стилистику Gothic.
Запись диска проходила в студии Academic Studios, куда музыканты явились с бутылкой бурбона. Большую часть работы над музыкальным материалом, по словам Холмса, составляло «склеивание риффов воедино», а песни в основном импровизировались — участники группы знали, как должен был звучать альбом, и просто играли то, что, по их мнению, подходило по настроению. Ритм-гитарист Арон Аэди долго не мог подобрать нужный инструмент и настроить его, поэтому часть его партий исполнил Грег Макинтош.
Название альбома было выбрано под влиянием готической литературы и архитектуры. Как в шутку заметил Ник Холмс, ему «просто всегда нравилось смотреть на горгулий». В качестве основы для обложки диска послужил фрагмент общей фотографии участников группы — та часть фото, на которой были изображены карман куртки Мэтта Арчера и рука Грега Макинтоша; Нику Холмсу этот фрагмент показался интересным, поэтому он просто вырезал его, перевернул вверх ногами и увеличил, в результате чего получилось странное тусклое изображение. Впоследствии музыканты неоднократно получали письма от поклонников с вопросами, что именно изображено на обложке; фанаты чаще всего предполагали, что это фотография, сделанная внутри какой-то могилы.

## Реклама и продвижение
Первоначально диск не встретил широкого отклика — в его поддержку было организовано небольшое концертное турне, однако на каждое выступление приходили не более пятидесяти человек. Сразу после релиза альбом не принёс группе практически никакой прибыли — тем не менее, он быстро разошёлся и оказал огромное влияние на всю андеграундную сцену того времени, заставив множество начинающих музыкантов подражать звучанию Paradise Lost. Среди коллективов, обязанных существованием Gothic, была и прославившаяся впоследствии команда My Dying Bride, участники которой приняли решение о создании группы после того, как посетили один из концертов в поддержку альбома.

## Стиль, отзывы критиков
Как впоследствии вспоминал Ник Холмс, при создании альбома ему хотелось несколько изменить свою манеру пения, сделать голос немного чище и мелодичнее, чтобы точнее передать эмоции; в результате в некоторых композициях, например, в «Shattered», гроулинг частично уступил место низкому чистому вокалу. Другим новшеством, внесённым группой и быстро привлёкшим интерес со стороны других музыкантов, стало использование клавишных и женского вокала.
Альберт Мадриан, главный редактор журнала Decibel Magazine, охарактеризовал Gothic как «монолитную плиту метала», сформированную сочетанием «шершавой тяжести дум-дэта» и «ледяного великолепия готик-рока восьмидесятых».
Эдуардо Ривадавия, штатный критик сайта Allmusic.com, особо отметил инновационность звучания альбома и высоко оценил тексты песен, назвав их намного более глубокими и зрелыми, нежели ранние стихи, написанные фронтменом коллектива. Критик, однако, остался не вполне доволен «крайне немузыкальным» вокалом; впрочем, в оправдание Ника Холмса он заметил, что тот сделал всё возможное, чтобы его голос пробился сквозь стену плотного гитарного звука.

## Список композиций
Слова — Ник Холмс, музыка — Грег Макинтош.
| №                   | Название            | Длительность |
| ------------------- | ------------------- | ------------ |
| 1.                  | «Gothic»            | 4:51         |
| 2.                  | «Dead Emotion»      | 4:38         |
| 3.                  | «Shattered»         | 4:01         |
| 4.                  | «Rapture»           | 5:09         |
| 5.                  | «Eternal»           | 3:55         |
| 6.                  | «Falling Forever»   | 3:35         |
| 7.                  | «Angel Tears»       | 2:40         |
| 8.                  | «Silent»            | 4:42         |
| 9.                  | «The Painless»      | 4:02         |
| 10.                 | «Desolate»          | 1:51         |
| Общая длительность: | Общая длительность: | 39:24        |

## Участники записи
- Ник Холмс — вокал
- Грегор Макинтош — ведущая гитара
- Аарон Иди — ритм-гитара
- Стивен Эдмондсон — бас-гитара
- Мэттью Арчер — ударные

Приглашённые музыканты
- The Raptured Symphony Orchestra — оркестровки
- Сара Мэррион — женский вокал